# 3653 Klimishin
3653 Klimishin (1979 HF5) là một tiểu hành tinh vành đai chính được phát hiện ngày 25 tháng 4 năm 1979 bởi N. Chernykh ở Nauchnyj.